# Keho
El pū keho es un instrumento musical propio de la cultura de Isla de Pascua, Chile.

## Uso y estructura
El pū keho (hoyo de laja) es un tambor primitivo hecho de piedra. Los pascuenses hacían un hoyo ancho en la tierra, y en el fondo de este se hacía otro de tamaño menor y de forma circular, se colocaba una calabaza vacía cubierta con una piedra laja. Sobre esta piedra, un cantante o bailarín golpeaba con sus pies siguiendo el ritmo de la música. El efecto se obtiene por el retumbar del aire contenido en el hoyo, al cual la calabaza funciona como caja de resonancia.